# Esbit
De Esbit Compagnie GmbH. werd in 1949 in Hamburg door Adolf Langeloh en Erich Schumm opgericht. Erich Schumm is de uitvinder van de Esbit vastebrandstoftabletten. De uitvinding deed hij in 1936 in Murrhardt, in Baden-Württemberg. De naam Esbit betekent: Erich Schumm Brennstoff In Tabletten.
De esbit brandstof bestaat uit hexamine (ook wel hexamethyleentetramine, of urotropine genoemd), een cyclische organische verbinding, die bij verbranding een thermische energie genereert van circa 31.300 kJ/kg. Bij de verbranding komt bovendien geen rook vrij, hetgeen de stof bruikbaar maakt voor klein "huis-tuin-en-keukengebruik".
De brandstof wordt veel gebruikt om mee te koken en als brandstof voor miniatuurstoommachines.
Esbit moet in een geventileerde ruimte worden gebruikt. Voedingsmiddelen, die op een Esbitbrander worden gekookt, moeten in een gesloten pan worden gedaan.

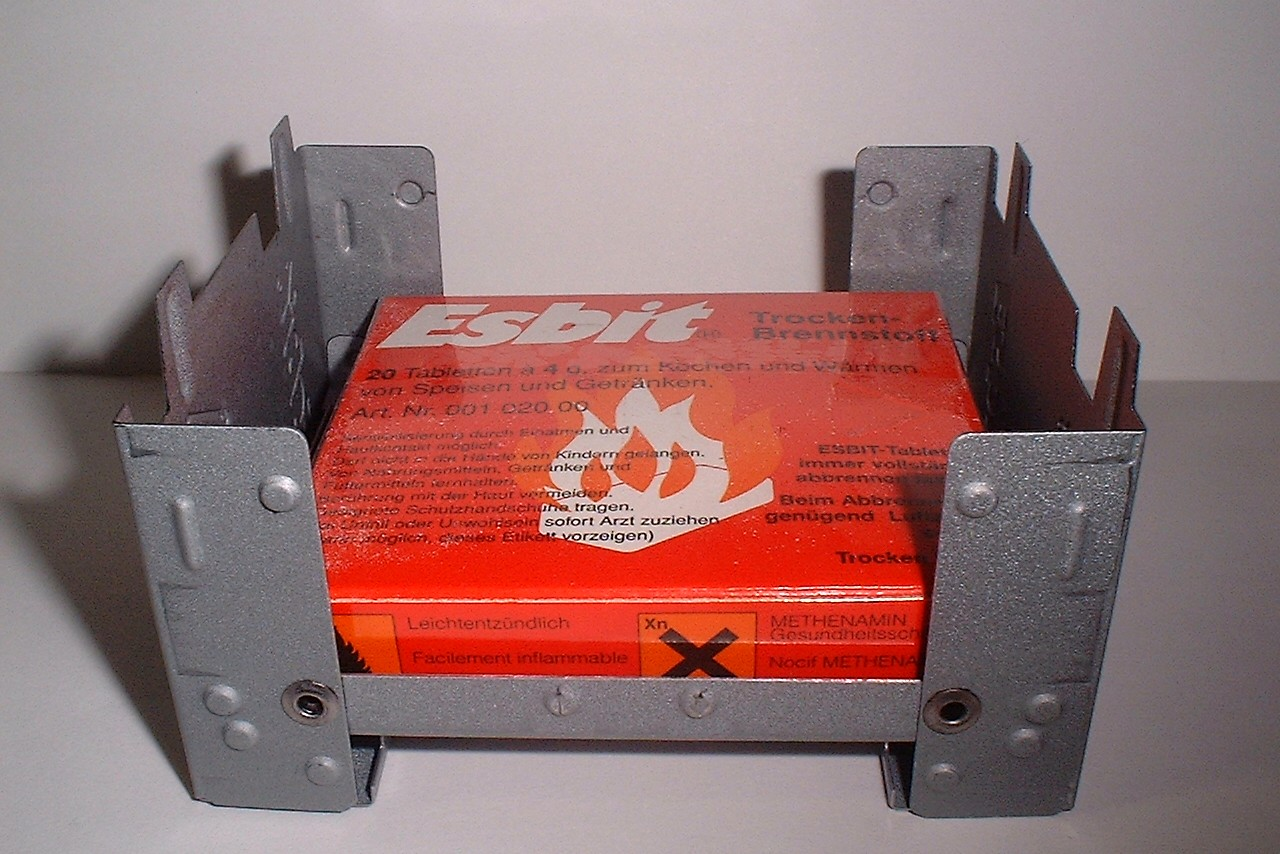
Uitgeklapte Esbit-brander met verpakking hexaminebrandstof.